# Thomas Gloag
Thomas Gloag (* 13. září 2001) je britský profesionální silniční cyklista jezdící za UCI WorldTeam Visma–Lease a Bike.

## Kariéra
V srpnu 2022 bylo oznámeno, že se Gloag připojí k sestavě Team Jumbo–Visma jako stážista po zbytek sezóny. Na Tour de l'Avenir 2022 se Gloag ve čtvrté etapě dostal do úniku, který ve finále bojoval o vítězství. V cíli se mu povedlo přesprintoval Adama Holma Jørgensena a získal tak etapové vítězství. Když stoupal po schodech na pódium, kde si měl převzít ceny pro vítěze od Bernarda Hinaulta, tak uklouznul a málem upadl. Po dojezdu etapy se stal lídrem závodu, ale v průběhu závodu se propadl až na devatenácté místo v celkovém pořadí a následně odstoupil. Krátce poté bylo oznámeno, že Gloag podepsal tříletý kontrakt s UCI WorldTeamem Team Jumbo–Visma od sezóny 2023.

## Hlavní výsledky
2019
vítěz Trofeo Fundación
vítěz Zumarraga
Junior Tour of Wales
 vítěz vrchařské soutěže
vítěz 2. etapy
Sint-Martinusprijs Kontich
3. místo celkově
vítěz 1. etapy (TTT)
8. místo Kuurne–Brusel–Kuurne Juniors
2021
Ronde de l'Isard
3. místo celkově
vítěz 4. etapy
Giro Ciclistico d'Italia
4. místo celkově
6. místo Lutych–Bastogne–Lutych Espoirs
2022
Tour de l'Avenir
vítěz 4. etapy
3. místo Flèche Ardennaise
2023
Volta a la Comunitat Valenciana
6. místo celkově
 vítěz soutěže mladých jezdců

### Výsledky na Grand Tours
| Grand Tour      | 2023 |
| --------------- | ---- |
| Giro d'Italia   | 76   |
| Tour de France  | —    |
| Vuelta a España | —    |

| —   | Nezúčastnil se |
| DNF | Nedokončil     |